# Jeremias Gottfried von Noël
Jeremias Gottfried von Noël, bis 1806 Jeremias Gottfried Noël (* 23. Juli 1768 in Wetzlar; † 27. April 1836 in Anholt, Provinz Westfalen), war ein Beamter, Geheimrat und Gesandter des Fürsten Konstantin zu Salm-Salm. Spätestens seit 1803 Mitglied der Landesregierung unter Leitung seines Vaters, verantwortete er von 1809 bis 1811 als Kanzler (Kanzleidirektor) die Regierungsgeschäfte des Fürstentums Salm.

## Leben
Jeremias Gottfried wurde als Sohn des kaiserlichen Hofrats, Advokaten und Prokurators am Reichskammergericht, Peter Franz Noël, und dessen Ehefrau Maria Apollonia Straub (1736–~1784), der Witwe des väterlichen Kollegen Adam Edmund Victor (1724–1760) sowie Tochter des kurmainzischen Oberamtmanns Vitus Gottfried Straub, in eine Familie von Juristen und Verwaltungsleuten geboren. Nach einer Station in Trier, wo sein Vater deutsches Staatsrecht gelehrt hatte, zog die Familie in die Vogesen nach Senones. Dort trat sein Vater 1770 in die Dienste von Konstantin zu Salm-Salm, der – obwohl noch minderjährig – die testamentarisch verfügte Vormundschaft seiner Mutter und seines Onkels aufgekündigt und die Regierung über das Fürstentum Salm-Salm angetreten hatte. Fürst Konstantin ernannte Jeremias’ Vater zum Chef seiner Verwaltung.
Als Jeremias’ Mutter um 1784 gestorben war, heiratete sein Vater 1785 Marie Agnes Messier (1759–1836), die Tochter des Salm-Salm’schen Generaleinnehmers Hyacinthe Messier (1717–1791) und Nichte des Astronomen Charles Messier. Von den vier Söhnen der ersten Ehe seines Vaters kamen zwei in den 1790er Jahren in österreichischem Kriegsdienst um. Jeremias’ Schwestern und seine Halbschwester aus zweiter Ehe heirateten fürstliche Beamte. Aus der zweiten Ehe stammte auch sein Halbbruder Felix Hyazinth von Noël (1789–1856), der eine Offizierslaufbahn einschlug und zunächst für das Königreich Westphalen focht, ab 1814 für das Großherzogtum Baden.
Über Jeremias’ schulischen Werdegang ist wenig bekannt, jedoch liegt nahe, dass er eine Juristen- und Verwaltungsausbildung erhielt. Wohl spätestens um 1793 trat er ebenfalls in die Dienste Fürst Konstantins. Nach einem Dekret vom 23. bzw. 25. Juli 1803, das ihn als Hofrat in der gemeinschaftlichen Regierung des im früheren Gebiet des Hochstifts Münster neu errichteten Fürstentums Salm erwähnt, war er in dessen Hauptstadt Bocholt und in der Residenz Anholt als Wirklicher Regierungsrat unter der Leitung seines Vaters, des Direktors der Regierung, neben den Hofräten Carl Joseph von Embden, Gottfried Schieß († 1805) und Christian Simon tätig. Das Fürstentum, das sie administrierten, war ein Kondominium, in dem sich Fürst Konstantin mit dem minderjährigen Fürsten Friedrich IV. zu Salm-Kyrburg bzw. dessen vormundschaftlichen Regenten die Herrschaft teilte. Die Regierungsgeschäfte waren daher mit Franz Xaver von Zwackh abzustimmen, der seitens des Hauses Salm-Kyrburg zum Vormundschaftsrat und „Oberleiter der Verwaltungszweige“ bestellt worden war. In Abstimmung mit Zwackh und seinem Vater hatte Jeremias im Range eines Hof- und Regierungsrats bereits 1802 die Besitzergreifung der münsterischen Ämter Ahaus und Bocholt für die Häuser Salm-Salm und Salm-Kyrburg vollzogen.
1806 schickte Fürst Konstantin Jeremias’ Vater als seinen Gesandten nach Frankfurt am Main, wo gleichzeitig auch Franz Xaver von Zwackh in seiner Hauptfunktion als bevollmächtigter Minister (Gesandter) des Königreichs Bayern beim Rheinbund und in seiner Nebenfunktion als salm-kyrburgischer Vormundschaftsrat amtierte. Als Gesandter Salm-Salms wurde sein Vater am 27. Juni 1806 von Kaiser Franz II. in den erblichen Adel erhoben. Als sein Vater gestorben war, übernahm Jeremias Gottfried von Noël durch fürstliches Patent vom 7. April 1809 dessen Ämter. Unter seiner Leitung kam es durch fürstliches Dekret vom 30. Oktober bzw. 22. November 1809 zur Reorganisation der salmischen Landesbehörden in Bocholt. Dabei wurde eine Trennung innerhalb der Verwaltung und eine Trennung zwischen Verwaltung und Justiz etabliert. Von der Landesregierung, in der die Hofräte Aloys van Langenberg, Hans von Bostel und Andreas Stündeck tätig waren, wurden eine Hofkammer, zuständig für das landesherrliche Domanial- und Finanzwesen, und ein Hofgericht als oberste Rechtsprechungsinstanz abgetrennt. Vornehmlich hielt er sich in Frankfurt am Main auf, wo er auch weilte, als Reichsbaron Théobald Bacher ihm am 11. September 1810 das Dekret von Trianon zustellte, das zur Durchsetzung der Kontinentalsperre einheitliche Zollbestimmung für Kolonialwaren und Baumwolle vorsah, und ihm dessen sorgsame Durchführung empfahl. Mit fürstlichem Edikt vom 20. Oktober 1810 wurde daraufhin der französische Tarif im Fürstentum Salm eingeführt. Als besetzten sie Feindesland, kamen in diesem Zuge Soldaten des französischen Linieninfanterie-Regiments Nr. 37 ins Land, um der Durchsetzung der Kontinentalsperre durch französische Zollbeamte auf einer Zolllinie von Rees bis Emden Nachdruck zu verleihen.
Mit Ludwig von Bilderbeck, dem Gesandten Friedrichs IV. zu Salm-Kyrburg, reiste er 1810 als Gesandter des Fürsten Konstantin zum französischen Außenminister Jean-Baptiste Nompère de Champagny, mit dem Bilderbeck befreundet war. Von ihm erfuhren sie am 9. November 1810 in Fontainebleau, dass das Fürstentum Salm von Frankreich annektiert werden sollte. Mit Bilderbeck handelte er daraufhin die finanzielle Entschädigung aus, die ihren Fürsten von Napoleon Bonaparte und seinem Außenminister zugesagt worden war. Mit der französischen Besitzergreifung des Fürstentums Salm durch Reichsbaron Théobald von Bacher am 28. Februar 1811 endete seine Regierungstätigkeit, jedoch blieb er in den Diensten Fürst Konstantins, der nach dem Wiener Kongress Standesherr in Preußen wurde.
Vermählt hatte sich Jeremias Gottfried von Noël 1794 mit Sibilla Johanna Margareta The Losen (auch Sybilla Thelosen; * 14. Januar 1764 in Anholt; † 8. Februar 1839 ebenda), der Witwe des Medizinalrats Wilhelm Xaver Jansen (1759–1793) sowie Tochter des Salm-Salm’schen Hofkammerrats und Anholter Bürgermeisters Heinrich Konrad The Losen (1728–1794). Aus der Ehe gingen der Croÿ’sche Domänenrat und Archivar Ludwig von Noël (* 25. Oktober 1796 in Anholt; † 25. März 1871 in Dülmen), der Kaufmann Johann Baptist von Noël (* 17. November 1799 in Anholt; † 15. September 1849 in Bonn) sowie der preußische Kreisgerichtsrat Leopold von Noël (* 1. Juni 1803 in Anholt; † 20. Dezember 1880 in Bochum) hervor, dessen Tochter die Lehrerin und Schulgründerin Henriette von Noël war. Jeremias Gottfried von Noël lebte mit seiner Familie bis zu seinem Tod im Alter von 67 Jahren auf Haus Pennekamp in Anholt, einem alten Lehnsgut, das er von seinem Vater geerbt hatte.
Ein Porträt aus dem Jahre 1803, gemalt von Johann Christoph Rincklake, zeigt Jeremias Gottfried von Noël mit seiner Gattin.